# Carlos Gruezo (Fußballspieler, 1995)
Carlos Armando Gruezo Arboleda (* 19. April 1995 in Santo Domingo) ist ein ecuadorianischer Fußballspieler, der bei den San José Earthquakes in der Major League Soccer unter Vertrag steht.

## Karriere

### Vereine
Gruezo begann bei Unión Deportiva Juvenil mit dem Fußballspielen und wurde im Alter von 14 Jahren von LDU Quito verpflichtet. Ein Jahr später spielte er eine Saison lang in Uruguay für Defensor Sporting Club. 2010 kehrte er nach Ecuador zurück und spielte für Independiente. Nachdem er dort seine ersten Spiele im Seniorenbereich absolviert hatte, wechselte Gruezo 2012 zum Erstligisten Barcelona SC Guayaquil. In seiner ersten Saison beim Barcelona SC Guayaquil wurde er Ecuadorianischer Meister. Von der ecuadorianischen Spielervereinigung wurde er in die beste Mannschaft des Jahres 2012 gewählt.
Im Januar 2014 nahm er auf Probe am Trainingslager des VfB Stuttgart in der südafrikanischen Hauptstadt Kapstadt teil. Am 30. Januar 2014 verpflichtete ihn der VfB Stuttgart und stattete ihn mit einem bis zum 30. Juni 2018 datierten Vertrag aus. Sein Bundesligadebüt gab er am 27. März 2014 (27. Spieltag), als er bei der 0:2-Auswärtsniederlage gegen den 1. FC Nürnberg in der 68. Minute für Gōtoku Sakai eingewechselt wurde. Sein erstes Bundesligator erzielte er am 28. November 2014 (13. Spieltag) beim 4:1-Sieg im Auswärtsspiel gegen den SC Freiburg mit dem Treffer zum 2:1 in der 53. Minute.
Am 23. Januar 2016 wechselte Carlos Gruezo zum FC Dallas. Für die Texaner kam der Ecuadorianer wettbewerbsübergreifend 113-mal zum Einsatz.
Zur Bundesligasaison 2019/20 verpflichtete der FC Augsburg den Mittelfeldspieler und stattete ihn mit einem Fünfjahresvertrag aus. Für die Fuggerstädter bestritt er 69 Bundesliga-Spiele. Am 31. Januar 2023 wechselte er eineinhalb Jahre vor Vertragsende zurück in die USA und schloss sich den San José Earthquakes an. Dort erhielt er einen Zweijahresvertrag mit Option auf ein weiteres Jahr.

### Nationalmannschaft
Gruezo schied bei der U17-Weltmeisterschaft 2011 mit Ecuadors U17-Auswahl im Achtelfinale gegen die Auswahl Brasiliens aus. Bei der U20-Südamerikameisterschaft 2013 erreichte er mit der Nationalmannschaft den sechsten Platz.
Am 14. Mai 2014 wurde er in den vorläufigen Kader für die Weltmeisterschaft 2014 berufen. Am 17. Mai 2014 debütierte er in der A-Nationalmannschaft, die in der Amsterdam Arena gegen die Auswahl der Niederlande 1:1 unentschieden spielte. Er wurde am 2. Juni 2014 in Ecuadors endgültigen Kader für die WM-Endrunde in Brasilien berufen.

## Privates
- Sein Vater Carlos (* 1975) war ebenfalls Fußballprofi
- Gruezo ist Vater einer Tochter (* 2012) und eines Sohnes (* 2014)[10]

## Titel und Erfolge
Barcelona SC:
- Ecuadorianischer Meister: 2012

FC Dallas:
- Supporters Shield Sieger: 2015/16
- US Open Cup Sieger: 2015/16